# Most Esperanto w Bydgoszczy
Most Esperanto w Bydgoszczy – most wantowy nad Brdą w Bydgoszczy przeznaczony dla ruchu pieszego i rowerowego.

## Lokalizacja
Most znajduje się w pobliżu ulicy Krakowskiej łącząc osiedla: Skrzetusko i Babia Wieś, gdzie zlokalizowana jest hala widowiskowo-sportowa „Łuczniczka”. W sąsiedztwie przeprawy znajduje się przystanek Tramwaju Wodnego „Łuczniczka”.

## Historia
W okresie powojennym, do 1964 względnie 1970 roku (daty otwarcia w sąsiedztwie drogowego mostu Pomorskiego) funkcjonowała przeprawa promowa, którą w godzinach 5.00-19.00 obsługiwał Albert Manikowski, pobierając opłatę za przewóz w wysokości 15 groszy. W 1977 roku Bydgoskie Biuro Projektowo-Badawcze Budownictwa Przemysłowego opracowało projekt kładki dla pieszych, którą zrealizowało dwa lata później Bydgoskie Przedsiębiorstwo Budownictwa Przemysłowego. Uroczyste otwarcie kładki nastąpiło 22 lipca 1979 roku.
W latach 1992–1993 wykonano remont częściowy obiektu. Kolejny kapitalny remont zrealizowano w latach 2022-2023.

## Dane techniczne
Most wykonano w konstrukcji stalowej, podwieszanej. Konstrukcję nośną stanowią trzyprzęsłowe dźwigary podwieszone linami do pylonów opartych na betonowych podporach. Długość całkowita wynosi 78 m, a szerokość 4,25 m, z tego szerokość przejścia 3,4 m. Przestrzeń żeglugowa pod obiektem wynosi 5,4 × 45 m.
Przeprawa mieści chodnik dla pieszych i rowerzystów z nawierzchnią drewnianą o nośności 5 t. Obiektem dysponuje Zarząd Dróg Miejskich i Komunikacji Publicznej w Bydgoszczy.

## Nazwa
3 października 2012 r. Rada Miasta Bydgoszczy nadała przeprawie nazwę „most Esperanto”. Podkreślono w ten sposób rolę, jaką w ruchu Esperanto pełni Bydgoszcz. Struktury ruchu esperanckiego istnieją w Bydgoszczy od 1908 roku. W mieście (w pobliżu mostu) działa Międzynarodowe Studium Turystyki i Kultury, gdzie językiem wykładowym jest m.in. język esperanto. Nazwa mostu symbolizuje również łączenie języków i kultur.